# Punto Pelota
Punto Pelota era un programa televisiu d'esports espanyol d'Intereconomía TV. Va començar la seva retransmissió l'any 2008 i tenia com a presentador el periodista Josep Pedrerol.
El presentador tenia convidats cada nit que comentaven aspectes relacionats principalment amb el món del futbol. En els debats i anàlisis se solien tenir punts de vista enfrontats, i els periodistes i exesportistes que intervenien són obertament aficionats dels clubs als quals defensen. Alguns dels col·laboradors foren Hugo Gatti, Lobo Carrasco, Paco Buyo o Oscar Pereiro.
El programa fou tancat en finals de 2013. i el presentador i molts dels seus col·laboradors van anar a AtresMedia per emetre El chiringuito de Jugones.